# Stanisław Bełza
Stanisław Bełza (ur. 3 listopada 1849 w Warszawie, zm. 24 sierpnia 1929 tamże) – adwokat, pisarz, podróżnik i działacz kulturalny na Śląsku. 

## Życiorys
Syn Józefa Bełzy (ur. 1805 Masłowice k. Wielunia - zm. 1888), chemika oraz Augusty Bogumiły Teofili Ostrowskiej (ur. 1829 Dąbrowa k. Wielunia). Mąż Jadwigi z Kobylańskich. Ojciec Witolda Bełzy, bydgoskiego bibliotekarza i działacza literacko-oświatowego oraz kulturalnego. Brat Władysława Bełzy.
W 1921 założył Towarzystwo Narodowo-Kulturalnej Pracy dla Górnego Śląska oraz Biblioteki im. Melanii Parczewskiej w ówczesnej Królewskiej Hucie (dziś Chorzów). Odbywał liczne podróże po świecie, między innymi do Egiptu, która to wyprawa stanowiła podstawę późniejszej relacji pt. W ojczyźnie faraonów. 
2 maja 1923 został odznaczony Krzyżem Kawalerskim Orderu Odrodzenia Polski „za zasługi, położone około przyłączenia Górnego Śląska do Rzeczypospolitej Polskiej”.
. Honorowy obywatel Królewskiej Huty.
Spoczywa na cmentarzu Powązkowskim w Warszawie (Kwatera 179, Rząd 1, Miejsce 11/12).

## Dzieła wybrane
- Karol Miarka : Kartka z dziejów Górnego Szlązka, Warszawa 1880
- Jeden miesiąc w Norwegii, Warszawa 1880
- Dziesięć lat pracy na kresach Kartka z dziejów Śląska austriackiego, Warszawa, Kraków, G. Gebethner i Spółka 1883
- Holandya, Kraków, G. Gebethner i Spółka 1894
- W kraju tysiąca jezior: z podróży i przechadzek po Finlandyi, Warszawa: Gebethner i Wolff 1896
- W Górach Olbrzymich, Kraków, Gebethner i Wolff, 1898
- Na Szląsku polskim (wrażenia i spostrzeżenia), Kraków, G. Gebethner i Spółka 1890
- Listy z Sycylii, Kraków, G. Gebethner i Spółka 1900
- My czy oni na Szląsku polskim?, Warszawa, Kraków, G. Gebethner i Spółka 1902
- Lądem i morzem, Kraków, G. Gebethner i Spółka 1904
- Mickiewicz jako najszczytniejsze wcielenie miłości kraju (konferencya wygłoszona w Filharmonii w Warszawie w dniach 26 i 27 listopada 1906 na Koncertach Miczkiewiczowskich), Warszawa, Kraków, Poznań, G. Gebethner i Spółka 1907
- Być, Albo Nie Być "To be, or not to be" (mój głos w sprawie żydowskiej), Warszawa, księgarnia Wendego i ski 1913
- Śląsk polski. Pamiątkowa księga Wielkiego Tygodnia Górnośląskiego, Warszawa 1920
- Echa Szwajcarji, Warszawa 1927
- W Ojczyźnie Bohatera, Warszawa, Kraków, Poznań,  G. Gebethner i Spółka 1905